# Семибратовский
Семибратовский — хутор в Даниловском районе Волгоградской области, в составе Профсоюзнинского сельского поселения. Хутор обслуживает почтовое отделение 403383, расположенное в находящемся в 2,8 км северо-западнее посёлке Профсоюзник.
Население — 49 (2010)

## История
С 1928 года — в составе Даниловского района Камышинского округа (округ упразднён в 1930 году) Нижне-Волжского края (с 1934 года — Сталинградского края) (Киевский сельсовет). В 1935 году Киевский сельсовет передан в состав Вязовского района края (с 1936 года — Сталинградской области, с 1954 по 1957 годы района входил в состав Балашовской области). В 1953 году Булгуринский и Киевский сельсоветы были объединены в один Булгуринский сельсовет, центр — хутор Булгурино. Впоследствии хутор был включён в состав Профсоюзнинского сельсовета. Хутор Семибратовский являлся отделением № 3 совхоза "Профсоюзник". Решением Волгоградского облисполкома от 07 февраля 1963 года № 3/55 Вязовский район был упразднён, его территория включена в состав Еланского района.
Решением Волгоградского облисполкома от 26 февраля 1964 года № 7/94 в результате разукрупнения Еланского района часть его территории: Белопрудский и Профсоюзненский сельские Советы — были переданы в состав Руднянского района. В 1966 году Профсоюзный сельсовет, в том числе хутор Семибратовский, передан в состав Даниловского района.

## Общая физико-географическая характеристика
Хутор расположен в степи, на северо-западе Даниловского района, близ балки Титова (бассейн реки Бузулук), на высоте около 180 метров над уровнем моря. Рельеф местности — холмисто-равнинный. Почвы — чернозёмы южные.
По автомобильным дорогам расстояние до районного центра рабочего посёлка Даниловка — 31 км, до областного центра города Волгоград — 260 км.
Часовой пояс
Семибратовский, как и вся Волгоградская область, находится в часовой зоне МСК (московское время). Смещение применяемого времени относительно UTC составляет +3:00.

## Население
Динамика численности населения по годам:
| 1987 | 2002 | 2010 |
| ---- | ---- | ---- |
| ≈100 | 86   | 49   |